# Victor Osimhen
Victor James Osimhen (* 29. Dezember 1998 in Lagos) ist ein nigerianischer Fußballspieler. Der Stürmer steht bei Galatasaray Istanbul unter Vertrag und ist nigerianischer Nationalspieler.

## Karriere

### Vereine
Osimhen begann seine Karriere bei der Ultimate Strikers Academy. Im Januar 2017 verpflichtete ihn der deutsche Bundesligist VfL Wolfsburg. Am 13. Mai 2017 debütierte Osimhen in der Bundesliga. Beim 1:1 gegen Borussia Mönchengladbach wurde er für Paul-Georges Ntep eingewechselt.
Am 22. August 2018 wechselte der Angreifer zunächst bis zum Ende der Saison 2018/19 auf Leihbasis zum belgischen Erstligisten Sporting Charleroi. In Charleroi etablierte sich Osimhen als Stammspieler und erzielte in 25 Ligaeinsätzen (22-mal von Beginn) 12 Tore. In den anschließenden Play-offs zur Europa League folgten 7 Tore in 9 Einsätzen (alle von Beginn). Kurz nach dem Saisonende erwarb Sporting Charleroi per Option die Transferrechte an Osimhen.
Zur Saison 2019/20 wechselte Osimhen zum französischen Erstligisten OSC Lille, bei dem er einen Vertrag mit einer Laufzeit bis zum 30. Juni 2024 unterschrieb. Als Stammkraft sollte er den gewechselten Nicolas Pépé ersetzen, verpasste lediglich zwei von 40 wettbewerbsübergreifenden Pflichtspielen, schoss 18 Tore und bereitete sechs weitere vor. Der Angreifer wurde mit Lille Tabellenvierter, was die Qualifikation zur Europa-League-Gruppenphase bedeutete.
Im Anschluss an die Saison verließ der Nigerianer Frankreich und unterschrieb einen Vertrag beim italienischen Erstligisten SSC Neapel. Der Transfer wurde zum 1. September 2020 vollzogen, die Ablösesumme soll bei über 60 Millionen Euro gelegen haben. Aufgrund einer Schulterverletzung und einer anschließenden COVID-19-Infektion bestritt Osimhen 24 von 38 möglichen Ligaspielen in der Saison 2020/21 für Neapel, wobei er 10 Tore schoss. Er kam außerdem in 3 Pokal- und 3 Europapokal-Spielen zum Einsatz.
In der Saison 2022/23 war Osimhen fester Bestandteil der Startelf Neapels und ein entscheidender Faktor für die erfolgreiche Saison des italienischen Vereins. Zusammen mit dem Georgier Chwitscha Kwarazchelia war er das Aushängeschild der SSC Neapel. Osimhen bestach durch eine starke Physis, ein solides Dribbling und einen unbändigen Torwillen. So konnte er in 32 Liga-Spielen 26 Tore und 5 Vorlagen beitragen und wurde somit Torschützenkönig der Serie A. Auch in der Champions League wusste der Nigerianer zu überzeugen. In 5 Spielen konnte er 4 Tore erzielen, die maßgeblich zum erstmaligen Erreichen des Viertelfinales in der Historie des Vereins beitrugen. Darunter fällt auch ein Doppelpack im Achtelfinal-Rückspiel gegen Eintracht Frankfurt.
An den starken Leistungen vom Vorjahr konnte Osimhen und die SSC Neapel in der Saison 2023/24 nicht anknüpfen und der Club belegte am Ende den zehnten Tabellenplatz. Nach dem ersten Pokalspiel der neuen Saison gab Sportdirektor Giovanni Manna bekannt, dass Osimhen nicht mehr für den Verein spielen möchte. Anschließend wurde er aus dem Kader von Neutrainer Antonio Conte gestrichen.
Am 4. September 2024 wechselte Osimhen für ein Jahr auf Leihbasis zu Galatasaray Istanbul in die Süper Lig, nachdem er vorher seine Vertragslaufzeit bis zum 30. Juni 2027 verlängert hatte. Er wurde mit Galatasaray Istanbul türkischer Meister und Pokalsieger. In der Saison 2024/25 erzielte der Stürmer 26 Tore und wurde Torschützenkönig. Mit insgesamt 37 Toren in allen Wettbewerben ist Osimhen der beste ausländische Torschütze innerhalb einer Saison. Dieser Rekord wurde zuvor von Mário Jardel mit 34 Toren gehalten. Im Anschluss an die Leihe verpflichtete Galatasaray ihn fest und er unterschrieb einen bis 2029 laufenden Vertrag. Die an die SSC Neapel zu entrichtende Ablösesumme soll bei 75 Millionen Euro liegen, was Osimhen zum neuen Rekordtransfer der türkische Liga machen würde.

### Nationalmannschaft
Beim U17-Afrika-Cup im März 2015 spielte Osimhen erstmals in einem Länderspiel für Nigeria. Noch im gleichen Jahr gewann er daraufhin im November 2015 mit der Jugendauswahl die U17-Weltmeisterschaft 2015 und wurde mit 10 Toren der Torschützenkönig des Turniers. Einen Monat später im Dezember 2015 stand Osimhen ebenfalls in der Auswahl von Nigeria für den U23-Afrika-Cup, welchen Nigeria ebenfalls gewann.
Am 1. Juni 2017 debütierte Osimhen für die nigerianische Nationalelf, als er im Freundschaftsspiel gegen Togo in der Halbzeit für Ahmed Musa eingewechselt wurde.

## Titel und Auszeichnungen
SSC Neapel
- Italienischer Meister: 2023

Galatasaray Istanbul
- Türkischer Meister: 2025
- Türkischer Pokalsieger: 2025

Nigeria
- U23-Afrikameister: 2015
- U17-Weltmeister: 2015

Persönliche Auszeichnungen
- Torschützenkönig der U-17-Fußball-Weltmeisterschaft 2015 – 10 Tore
- Spieler des Monats der Ligue 1: September 2019
- Spieler des Monats der Serie A: März 2022 und Januar 2023
- Bester U23-Spieler der Serie A: 2021/22
- Bester Stürmer der Serie A: 2022/23
- Team des Jahres der Serie A: 2023
- Nominierung für den Ballon d’Or: 2023 (8. Platz)
- Afrikas Fußballer des Jahres: 2023
- Torschützenkönig der Süper Lig: 2024/25 (26 Tore)